# Bertil Lindblad (konstnär)
Bertil W Lindblad, född 25 augusti 1908 i Örebro, död 27 mars 1993 i Uppsala, var en svensk målare och tecknare. Han verkade även som inredningsarkitekt.
Han studerade vid Harald Erikssons målarskola i Örebro och vid Högre konstindustriella skolan i Stockholm. Hans konst består av stilleben och porträtt och landskap. Lindblad är representerad vid Hallands läns landsting, Hallands konstförening och Bygdegårdarnas Riksförbund.